# A Sailor-Made Man
A Sailor-Made Man is een stomme film uit 1921 onder regie van Fred C. Newmeyer. Na de uitgifte van de film werd Harold Lloyd de tweede komiek die een film met een lange speelduur uitbracht.
De film werd een enorm succes en bracht 485.000 dollar op. Dit zette Lloyd ertoe zijn aankomende korte projecten te verlaten om zich te blijven concentreren op films met een lange speelduur.

## Verhaal
De film draait om een ware playboy die zichzelf moet bewijzen voor haar vader, voordat hij met zijn liefje mag trouwen. De jongen gaat daarom bij de marine en vertrekt naar een koninkrijk in het Midden-Oosten. De jongen ziet een kans om zichzelf te bewijzen als zijn liefje, die zojuist is gearriveerd met haar vader, wordt ontvoerd door de maharadja.

## Rolverdeling
| Acteur          | Personage                        |
| --------------- | -------------------------------- |
| Harold Lloyd    | The Boy                          |
| Mildred Davis   | The Girl                         |
| Noah Young      | The Rowdy Element                |
| Dick Sutherland | Maharajah of Khairpura-Bhandanna |